# HMS Cardiff (D58)
«Кардіфф» (D58) (англ. HMS Cardiff (D58) — військовий корабель, легкий крейсер типу «C» підкласу «Сіерез» Королівського військово-морського флоту Великої Британії за часів Першої та Другої світових воєн.

## Історія створення
«Кардіфф» був закладений 22 липня 1916 року на верфі компанії Fairfield Shipbuilding and Engineering Company у Говані. 12 квітня 1917 року спущений на воду, а 25 червня 1917 року увійшов до складу Королівських ВМС Великої Британії.

## Історія служби
Крейсер брав участь у бойових діях на морі в Першій світовій, Громадянській війні в Росії та в Другій світовій війнах. Під час Першої світової бився у Північному морі, взяв участь у Другій битві в Гельголандській бухті, у часи Громадянської війни в Росії залучався до підтримки дій британського флоту на Балтиці та півдні Росії у Чорному морі. В часи Другої світової нетривалий час залучався до ведення воєнних дій у Північній Атлантиці, супроводжував конвої, згодом переведений у розряд навчальних кораблів, після війни списаний.

### Перша світова війна
У липні 1917 року «Кардіфф» став флагманом 6-ї легкої крейсерської ескадри Великого флоту. 17 листопада 1917 року брав участь у другій битві за битву за Гельголанд. У бойовому зіткненні, коли британці намагалися перехопити німецькі сили розмінування, які розчищали британські мінні поля у Північному морі, флагман на чолі своєї ескадри діяв разом з двома лінійними крейсерами типу «Корейджес» 1-ї крейсерської ескадри та 1-ї легкої крейсерської ескадри. Чотири німецькі крейсери під командуванням адмірала фон Ройтера, вміло використовуючи димові завіси, прикривали тральщики і повели за собою британські кораблі. Гонитва за німецькими крейсерами тривала до тих пір, поки британські кораблі не опинилися під вогнем німецьких лінкорів «Кайзер» і «Кайзерин». У наслідок бою кілька німецьких і британських кораблів отримали незначні пошкодження. «Кардіфф» вистрілив більше ніж будь-який інший корабель його ескадри, але не влучив у жоден німецький корабель. Водночас сам легкий крейсер був уражений 4-5 разів, загинуло семеро членів екіпажу та тринадцять дістали поранень, і корабель отримав легкі пошкодження.

### Інтербеллум
До 21 листопада 1918 року війна закінчилася, і «Кардіфф» отримав честь очолити супровід німецького Флоту відкритого моря до Ферт-оф-Форт для інтернування.
Через кілька днів 6-та ескадра легких крейсерів під командуванням контрадмірала Едвина Александер-Сінклера отримала наказ здійснити похід до Балтійського моря на підтримку країн Балтії, коли вони намагалися забезпечити свою незалежність від більшовицької Росії. 14 грудня 1918 року корабель разом з «Карадоком» та п'ятьма есмінцями бомбардував позиції більшовиків на схід від міста Ревель і зупинив наступ росіян після того, як вони зруйнували один міст, що з'єднує їх з Петроградом. На початку січня 1919 року сили ескадри повернулися до Росайту.
10 березня крейсер після ремонту та модернізації відплив до Мальти, де приєднатися до своєї ескадри, яка стала йменуватися як 3-тя легка крейсерська ескадра і була передана Середземноморському флоту. Протягом 1919 року ескадра виконувала миротворчі функції в акваторії Адріатики.
4 лютого 1920 року «Кардіфф» прибув до Одеси, звідкіля силами британської та союзної ескадр здійснювалася евакуація міста перед лицем наступаючих більшовиків. До кінця березня корабель розміщувався в Криму, поки білі не були змушені евакуюватися в листопаді. 6 листопада «Кардіфф» забрав Карла I Австрійського, останнього імператора Австрії та короля Угорщини, та його дружину Зіту з румунської Сулині, і 19 листопада доставив їх на португальський острів Мадейра.
У середині вересня 1922 року крейсер був присутній під час Великого вогню Смірни, що стався наприкінці греко-турецької війни 1919–22 років. Він залишилася в Середземномор'ї до 1929 року, коли повернулася додому на тривалий ремонт.
З 1931 до травня 1933 року корабель була призначена на станцію Африка як флагман 6-ї крейсерської ескадри, яка базувалася на Саймонстаун.
Наступного року він був виведений до резерву. 16 липня 1935 року взяв участь у огляді флоту на честь срібного ювілею короля Георга V, а 20 травня 1937 року був присутній на огляді флоту на честь коронації короля Георга VI. У липні 1938 року переведений для проходження служби у складі 5-ї крейсерської ескадри на Китайській станції. 29 квітня 1939 року вирушив з Гонконгу до Великої Британії, де знову був виведений у запас.

### Друга світова війна
3 вересня 1939 року, в перший день після вступу Великої Британії у війну, «Кардіфф» був призначений до 12-ї крейсерської ескадри, яка безрезультатно шукала німецькі торговельні кораблі у Північному та Норвезькому морях, що проривалися додому. Через кілька днів крейсер діяв у складі Північного патруля, виконуючи завдання з патрулювання прогалини між Шетландськими та Фарерськими островами та між Фарерськими островами та Ісландією.
Наприкінці листопада корабель безрезультатно шукав німецькі лінійні кораблі «Шарнгорст» та «Гнейзенау» після того, як вони 23 листопада потопили британський допоміжний крейсер «Равалпінді». 
12 червня 1940 року «Кардіфф» залучався до евакуації британських військ з Сен-Валері-ан-Ко. У жовтні його перетворили на навчальний корабель, і в цій якості він прослужив до кінця війни. 3 вересня 1945 року «Кардіфф» був виведений зі складу Королівського флоту та 23 січня 1946 року продано на брухт у Далмуїрі, Шотландія.